# Kalifornische Rotseitige Strumpfbandnatter
Die Kalifornische Rotseitige Strumpfbandnatter (Thamnophis sirtalis infernalis) ist eine Unterart der Gewöhnlichen Strumpfbandnatter (Thamnophis sirtalis). Sie kommt endemisch in Kalifornien entlang der Küste von Humboldt County bis kurz vor die Monterey Bay, mit Ausnahme eines großen Teils der San-Francisco-Halbinsel, und von Santa Barbara County bis ins San Diego County vor.

## Merkmale
Kalifornische Rotseitige Strumpfbandnattern sind mittelgroße Schlangen, deren oberseits roter bis orangeroter Kopf sich kaum vom Hals absetzt und relativ große Augen aufweist. Der Körper ist dunkeloliv bis schwarz gefärbt, die Rückenschuppen sind gekielt. 
Der grünliche, blaue oder hellgelbe bis weiße Rückenstreifen ist deutlich und breit. Die Seitenstreifen verlaufen auf der zweiten und dritten Rückenschuppenreihe und sind rot, von dunklen Flecken unterbrochen und von dunklen bis schwarzen Streifen abgegrenzt. Die helleren Streifen entlang des Bauchs sind undeutlich und verschmelzen teilweise mit der hellgrünen bis hellblauen Bauchfärbung. Im nördlichen Bereich kommen teilweise Tiere mit kräftig blauem Bauch vor.

## Lebensweise
Kalifornische Rotseitige Strumpfbandnattern besiedeln verschiedenartige, offene oder dicht bewachsene, sowie feuchte und trockene Habitate. Sie sind vorwiegend tagaktiv, gute Schwimmer und haben ein breites Beutespektrum, das verschiedene Wirbellose und kleine Wirbeltiere umfasst. 
Die Paarungszeit liegt im Frühjahr und möglicherweise im Herbst, die Jungtiere werden lebend geboren.

## Nachweise
- Thamnophis sirtalis infernalis bei californiaherps.com (englisch)
- Martin Hallmen, Jürgen Chlebowy: Strumpfbandnattern. Natur und Tier-Verlag, 2001, S. 171 ISBN 3-931-58749-5